# Niebieskie pudełko
Niebieskie pudełko (jap. アオのハコ Ao no hako) – manga autorstwa Kōji Miury, publikowana na łamach magazynu „Shūkan Shōnen Jump” wydawnictwa Shūeisha od kwietnia 2021. W Polsce prawa do jej dystrybucji wykupiło wydawnictwo Waneko.
Na podstawie mangi studia TMS Entertainment i Telecom Animation Film wyprodukowały serial anime, który emitowano od października 2024 do marca 2025. Zapowiedziano powstanie drugiego sezonu.

## Fabuła
Seria opowiada o licealiście Taikim Inomacie, członku chłopięcej drużyny badmintona. Każdego ranka odbywa on treningi ze swoją koleżanką z klasy wyżej, Chinatsu Kano, która jest członkinią dziewczęcej drużyny koszykówki. Pewnego dnia sytuacja się zmienia, kiedy do rodziny Taikiego wprowadza się Chinatsu, której rodzice wyjeżdżają do pracy za granicą. W związku z tym, że oboje mieszkają teraz razem, Taiki zamierza stopniowo pogłębiać swój związek z Chinatsu, w czasie gdy oboje wraz ze swoimi drużynami dążą do udziału w mistrzostwach kraju.

## Bohaterowie
- Taiki Inomata (jap. 猪俣 大喜 Inomata Taiki)

Seiyū: Shōya Chiba 
Główny protagonista. Zawzięty gracz w badmintona, który dąży do sukcesu mimo przeciwności. Bardzo podziwia Chinatsu Kano za jej oddanie koszykówce i skrycie darzy ją ogromną sympatią. Choć często bywa nieporadny i emocjonalny, dzięki swojej niezłomnej determinacji i szczerości stopniowo zaskarbia sobie szacunek innych. Jego celem jest dotarcie do zawodów krajowych, co jest marzeniem, które dzieli z Chinatsu w odpowiednich dla siebie dyscyplinach sportowych.
- Chinatsu Kano (jap. 鹿野 千夏 Kano Chinatsu)

Seiyū: Reina Ueda 
Główna bohaterka. Jest gwiazdą drużyny koszykówki dziewcząt. Jest o klasę wyżej niż Taiki i często jako pierwsza pojawia się na treningach. Kiedyś była słabą koszykarką, ale jej poświęcenie pomogło jej stać się silną zawodniczką, która ma nadzieję zakwalifikować się na zawody krajowe. Wprowadza się do rodziny Taikiego, gdy jej rodzice wyjeżdżają do pracy za granicą, a ona i Taiki powoli stają się przyjaciółmi, wspierając się nawzajem.
- Hina Chono (jap. 蝶野 雛 Chōno Hina)

Seiyū: Akari Kitō 
Przyjaciółka Taikiego, która jest w drużynie gimnastyki artystycznej. Jest dość teatralna i uwielbia droczyć się z Taikim. Powoli zaczyna żywić do niego uczucia, mimo że zachęca go, by zabiegał o względy Chinatsu.
- Kyo Kasahara (jap. 笠原匡 Kasahara Kyō)

Seiyū: Chiaki Kobayashi 
Najlepszy przyjaciel Taikiego i kolega z drużyny badmintonowej. Jest cichy i spostrzegawczy, często rozumiejąc więcej niż ktokolwiek inny. Choć bywa sarkastyczny (szczególnie wobec Taikiego), jest naprawdę troskliwą i mądrą osobą.
- Kengo Haryū (jap. 針生健吾 Haryū Kengo)

Seiyū: Yūma Uchida 
Utalentowany gracz w badmintona z klasy Chinatsu, który zostaje mentorem i rywalem Taikiego. Choć często bywa dla niego surowy, z czasem zaczyna podziwiać jego wytrwałość i rosnące umiejętności.

## Manga
Pierwszy rozdział mangi został opublikowany 12 kwietnia 2021 w magazynie „Shūkan Shōnen Jump”. Następnie wydawnictwo Shūeisha rozpoczęło zbieranie rozdziałów do wydań w formacie tankōbon, których pierwszy tom ukazał się 4 sierpnia tego samego roku. Według stanu na 2 maja 2025, do tej pory wydano 20 tomów.
4 sierpnia 2023 wydawnictwo Waneko zapowiedziało wydanie mangi w Polsce, z kolei premiera pierwszego tomu odbyła się 7 listopada tego samego roku.

## Anime
19 listopada 2023 zapowiedziano powstanie adaptacji w formie telewizyjnego serialu anime. Za produkcję odpowiada studio TMS Entertainment, a za animację Telecom Animation Film. Reżyserią zajął się Yūichirō Yano, scenariusz napisała Yūko Kakihara, a postacie zaprojektowała Miho Tanino. Premiera odbyła się 3 października 2024 w TBS i innych stacjach. Motywem otwierającym jest „Same Blue” w wykonaniu Official Hige Dandism, natomiast końcowym „Teenage Blue” autorstwa Eve. Drugi motyw otwierający, zatytułowany „Saraba” (jap. 然らば), wykonuje zespół Macaroni Empitsu, natomiast drugi motyw końcowy, „Contrast” (jap. コントラスト Kontorasuto), zaśpiewała TOMOO. Prawa do dystrybucji serii nabył Netflix.
Po emisji ostatniego odcinka zapowiedziano powstanie drugiego sezonu.

### Lista odcinków
| №  | Tytuł                                                                                      | Reżyseria                     | Premiera             |
| -- | ------------------------------------------------------------------------------------------ | ----------------------------- | -------------------- |
| 1  | Chinatsu Senpai Chinatsu-senpai (千夏先輩)                                                 | Keiko Oyamada                 | 3 października 2024  |
| 2  | Musisz wziąć udział w zawodach krajowych Intāhai itte kudasai (インターハイ行ってください) | Hitomi Ezoe                   | 10 października 2024 |
| 3  | Chii Chī (ちー)                                                                            | Harume Kosaka                 | 17 października 2024 |
| 4  | Jeśli on wygra Aitsu ga kattara (あいつが勝ったら)                                         | Masato Kitagawa               | 24 października 2024 |
| 5  | Akwarium Suizokukan (水族館)                                                               | Keiko Oyamada                 | 31 października 2024 |
| 6  | Życz mi szczęścia Ganbarette itte (がんばれって言って)                                     | Yasuro Tsuchiya               | 7 listopada 2024     |
| 7  | Mogę? Hitotsu chōdai? (一つちょうだい？)                                                   | Hitomi Ezoe                   | 14 listopada 2024    |
| 8  | Do boju! Ippon! (一本っ！)                                                                 | Shunji Yoshida                | 21 listopada 2024    |
| 9  | Będę cię dopingować Ōen suru yo (応援するよ)                                               | Yuka Yamato                   | 28 listopada 2024    |
| 10 | Niedobrze Yokunai koto (良くないこと)                                                      | Ryōsuke Azuma                 | 5 grudnia 2024       |
| 11 | Niefajnie! Dasai zo!! (ダサいぞ！！)                                                       | Mizuki Iwata                  | 12 grudnia 2024      |
| 12 | Dziewczyny... Onnanoko tte (女の子って)                                                    | Keiko Oyamada                 | 19 grudnia 2024      |
| 13 | Tam i z powrotem Rarī shitai desu (ラリーしたいです)                                       | Ryōsuke Azuma                 | 3 stycznia 2025      |
| 14 | Co jest punktem wspólnym? Dōiu bunmyaku? (どういう文脈？)                                  | Hitomi Ezoe                   | 9 stycznia 2025      |
| 15 | 26 sierpnia Hachigatsu nijūrokunichi (8月26日)                                             | Takahiro Ōkawa                | 16 stycznia 2025     |
| 16 | Nieuczciwa kobieta Zurui onna (ずるい女)                                                   | Jirō Aramoto                  | 23 stycznia 2025     |
| 17 | Jasne, że chcę to zobaczyć Mitai desho (見たいでしょ)                                      | Yoshiko Okuda                 | 30 stycznia 2025     |
| 18 | Wiem Watashi wa shitteru (私は知ってる)                                                    | Daisuke Tsukushi              | 6 lutego 2025        |
| 19 | Mam plany Yotei arun da (予定あるんだ)                                                     | Keiko Oyamada                 | 13 lutego 2025       |
| 20 | Jako jeden z jej najbliższych przyjaciół Shinyū to shite (親友として)                      | Yūma Suzuki                   | 20 lutego 2025       |
| 21 | Szansa, by rozkwitnąć Hana ga saku made (花が咲くまで)                                     | Yuka Yamato                   | 27 lutego 2025       |
| 22 | Inota! (いのた！)                                                                          | Risa Suzuki                   | 6 marca 2025         |
| 23 | Kręcąc się w kółko Guruguru (ぐるぐる)                                                     | Hitomi Ezoe                   | 13 marca 2025        |
| 24 | Rollercoaster Jetto kōsutā (ジェットコースター)                                            | Yoshiko Okuda                 | 20 marca 2025        |
| 25 | Mimo to Sore de mo (それでも)                                                              | Keiko Oyamada Yasuro Tsuchiya | 27 marca 2025        |

## Odbiór
W sierpniu 2021 pierwszy tom mangi rozszedł się w nakładzie ponad 170 000 egzemplarzy w niecały tydzień po premierze.
W czerwcu 2021 seria została nominowana do 7. nagrody Next Manga Award w kategorii manga drukowana, zajmując 8. miejsce spośród 50 nominowanych, jednakże zdobywając nagrodę globalną. Manga zajęła również 4. miejsce w rankingu komiksów polecanych przez pracowników księgarni w 2022 roku.